# Richard de Lauria
Pour les articles homonymes, voir Lauria (homonymie).
Richard de Lauria est un noble de l'Italie méridionale du XIIIe siècle, alors sous domination germanique. Il est surtout connu comme étant le père du grand amiral Roger de Lauria. 

## Biographie
Probablement issu de la noblesse normande d'Italie méridionale, Richard est le fils d'un chevalier nommé Gibel de Loira (mort vers 1250), peut-être seigneur de Lauria, un ancien fief normand situé dans la région de Potenza. 
En 1254, Richard devient seigneur de Lauria puis seigneur de Scalea en Calabre (1266), après avoir déjà obtenu un fief en Basilicate en 1239. Fidèle du roi Manfred Ier de Sicile (1258-1266), il était le propriétaire d'un immense domaine qui comprenait 24 châteaux et fut également Justiciar du royaume de Sicile. 
Richard de Lauria trouva la mort au combat le 26 février 1266 à la bataille de Bénévent, tué de la main d'un certain Jeronimo Sambiase. Dans la bataille, le roi Manfred de Sicile fut vaincu par son rival Charles Ier d'Anjou et fut tué.

## Famille
Richard de Lauria épousa : 
- Paliana di Castrocucco (it), en premières noces, dont il eut : 
  - Une fille prénommée Constance (Costanza di Lauria en italien);

- Bella D'Amico (ou d'Amichi; d'origine normande) (~1221 - après 1279), en secondes noces, dont il eut : 
  - Une autre fille, dame de Ficarra.
  - Roger (Ruggero di Lauria en italien).